# Central hidroeléctrica Ralco
La Central hidroeléctrica Ralco es una central generadora de electricidad por energía hidráulica. Está ubicada en la comuna de Alto Biobío, a 120 km al este de la ciudad de Los Ángeles, esto en la Región del Biobío. Es de tipo hidráulica de embalse y utiliza la fuerza del río Biobío mediante un embalse artificial. Fue puesta en servicio en 2004, luego de 6 años de construcción, y después de casi una década de conflictos sociales con la población pehuenche que habitaba la zona. Actualmente posee una potencia de 690 MW, lo que la convierte en la principal central eléctrica del país. Es operada por Enel Generación Chile.

## Historia
A inicios de la década del 90, la empresa chilena Endesa, subsidiaria de la empresa española del mismo nombre, planea iniciar un gran proyecto para abastecer el suministro eléctrico del país. El potencial hidroeléctrico de la cuenca del río Biobío ya había sido estudiado, en la década de los 60, por la misma entidad cuando esta era pública.
El 22 de mayo de 1990, el Ministerio de Economía autorizó la construcción de la central hidroeléctrica Pangue, primera etapa de un gran plan cuyo objetivo era erigir seis centrales en la cuenca del río Biobío.

### Conflicto con la comunidad pehuenche
Entre medioambientalistas y voceros de comunidades pehuenches surgió una oposición al proyecto, criticando la alteración de las formas de vida y por el daño medioambiental que sufriría la cuenca del río. El conflicto llegó a los tribunales de justicia donde finalmente, en 1993, la Corte Suprema acogió la apelación interpuesta por la empresa Pangue S.A. permitiendo la construcción de la central.
En 1997 el proyecto pudo contar con la aprobación de la CONAMA, luego del análisis del Estudio de Impacto Ambiental (EIA), siendo la primera obra de este tipo en someterse a este examen. Al mismo tiempo la entidad señaló que, por aplicación de la ley indígena (N° 19253), la relocalización de la población solo podría llevarse a cabo con el consentimiento de los afectados, siendo a través de la permuta por otro predio que satisfaga al indígena afectado y con la autorización de la Corporación Nacional de Desarrollo Indígena (CONADI). La gran parte aceptó la permuta de tierras ofrecida por Endesa. No obstante, hubo familias que se opusieron fuertemente a salir de sus tierras en recuerdo de sus antepasados y de los derechos ancestrales que poseían sobre las tierras.
El 10 de diciembre de 2002, la Comisión Interamericana de Derechos Humanos (CIDH) recibió una petición presentada por abogados representantes de la Universidad Arcis, el Center for International Environmental Law (CIEL) y de cinco pehuenches directamente afectadas (entre ellas las hermanas Berta y Nicolasa Quintremán), donde se alegaba la violación por parte del Estado de Chile de varios derechos protegidos descritos en la Convención Americana sobre Derechos Humanos, y además se solicitó medidas cautelares para evitar que sus tierras fueran inundadas. En ese entonces las obras ya tenían un 70% de avance.
El 16 de septiembre de 2003 se suscribió un acuerdo, en el Palacio de La Moneda durante el
mandato de Don Ricardo Lagos Escobar y ante el Secretario General de la Presidencia Francisco Huenchumilla, entre las cuatro familias pehuenches que aún se oponían a la entrega de sus tierras y la empresa. Con el acuerdo, cada una de las cuatro familias recibieron $ 200 millones y 77 hectáreas de terreno. Además, el Gobierno se comprometió a comprar 1200 hectáreas del fundo El Porvenir ubicado en la zona, para entregarlas a las familias que permutaron sus tierras. Endesa por su parte, se comprometió a destinar $ 300 millones para una nueva fundación encargada de dar beneficios a los afectados por la construcción de la central.
En 2004 el Estado de Chile firmó una serie de compromisos ante la Comisión Interamericana de Derechos Humanos (CIDH), entre los que está la creación de la comuna de Alto Biobío, en la que no se volverían a construir represas en tierras indígenas.[cita requerida]
En 2013 apareció flotando el cuerpo de Nicolasa Quintremán, activista mapuche pehuenche que había abanderado durante muchos años la lucha contra la central. La tesis oficial explica que Nicolasa seguramente murió ahogada por accidente, posiblemente a causa de un accidente, pero sin embargo esa tesis es cuestionada por muchos, que sospechan que en realidad fue asesinada por los impulsores de la central a causa de la oposición que había hecho.

### Obras
Las obras comenzaron a principios de 1998, enfocándose en la habilitación de los caminos interiores de la represa. Un año después, se pudo iniciar la excavación de las fundaciones en el sitio donde se levantaría la central.
En 1999 se inició la excavación de la caverna de máquinas, a la cual se accede por un túnel de 280 metros de longitud, y del túnel de aducción, que tiene dimensiones 9.2 metros de diámetro y 7 kilómetros de longitud. Un año y medio después comenzó el desvío de las aguas del río Biobío, encauzándolas a través del túnel de desvío excavado en la ribera norte, de 500 metros de largo y 13.5 metros de diámetro.
En 2001 las incesantes lluvias en la zona incrementaron el caudal de las aguas del río Biobío, arrasando con la ataguía ubicada aguas arriba del sector de la represa, obligando a retrasar el inicio de las operaciones de la central en al menos 6 meses. A pesar de esto, paralelamente se continuó con las labores en la caverna de máquinas de manera normal.
En 2002 se dio inicio a la colocación del hormigón compactado y se recibieron los transformadores. Se trabajó también en el evacuador de crecidas, provisto de tres compuertas de regulación que permiten la salida de un caudal máximo de 6550 metros cúbicos por segundo, el cual también contempla un desagüe de fondo que permitió controlar el llenado del embalse una vez realizado el cierre del túnel de desvío y la descarga del caudal de sostenimiento ecológico, el que formó parte de los compromisos medioambientales de la empresa. Paralelamente se avanzó con el montaje del primer equipo en el foso de la unidad 1.
Ya en 2003 se dio por finalizada la etapa de colocación de las dos turbinas verticales de tipo Francis fabricadas por Alstom. En el invierno las crecidas en el río sobrepasaron la represa en construcción, por lo que Endesa creyó adecuado continuar el hormigonado por capas completas.
La excavación del túnel de aducción se concluyó en 2004 cuando se logró el encuentro de las dos labores. Luego se inició el llenado del embalse y del túnel, concluyendo con la terminación de la instalación de las compuertas del vertedero en la presa. Las turbinas fueron probadas en seco. Con el llenado del túnel y del embalse se probaron los generadores. Luego vino la sincronización de ambas unidades con el SIC.

### Presente
Actualmente Ralco posee una potencia de 690 MW, aportando el 4.6% de la energía total generada en el SIC. Es la central eléctrica que más aporta energía en el país (le sigue la Central termoeléctrica Guacolda, con 608 MW, y la Central hidroeléctrica Pehuenche, con 570 MW).

## Hidrología

### Situación hídrica en 2018-19
| Comparación contenido Embalse Ralco                              |                                                                  |
| ---------------------------------------------------------------- | ---------------------------------------------------------------- |
| Gráfico no disponible temporalmente debido a problemas técnicos. |                                                                  |
| Contenido promedio histórico Contenido 2018-19                   |                                                                  |
|                                                                  | Gráfico no disponible temporalmente debido a problemas técnicos. |

El diagrama muestra la información de la Dirección General de Aguas sobre el volumen almacenado por el embalse durante los últimos 12 meses. El promedio histórico almacenado de 681 hm³.

## Datos técnicos de la central hidroeléctrica
- Tipo: Hidráulica de embalse.
- Potencia bruta: 690 MW.
- Generación anual: 2620,976 GWh (2014).[10]
- Caudal turbinable: 450 m³/s.
- Altura de caída neta: 200 m.
- Características:
  - Unidades: 2 (390 MW y 300 MW).
  - Tipo turbina: Francis de eje vertical.
  - Fabricante turbina: Alstom (Francia).
  - Tensión generador: 13,8 kV.
  - Fabricante generador: Alstom (Canadá).
  - Tipo transformador: Trifásico.
  - Potencia transformador: 404 MVA.

## Datos técnicos de la represa
- - Volumen total del embalse: 1222 millones m³.
  - Muro de represa: Hormigón compactado con rodillo (presa gravitacional).
- Vertedero:
  - Capacidad de vertimiento: 6700 m³/s.
  - Número de compuertas: 3.